# Okinawa Actors School
Okinawa Actors School (jap. 沖縄アクターズスクール Okinawa Akutāzu Sukūru; pol. Szkoła Aktorska na Okinawie) – szkoła kształcąca w zakresie rozrywki, otwarta przez Makino Masayuki w kwietniu 1983 roku w prefekturze Okinawa. Wśród jej absolwentów można znaleźć wielu piosenkarzy, idoli, aktorów i modeli.

## Absolwenci
- Namie Amuro
- Hitoe Arakaki
- Rina Chinen
- D&D
- Da Pump
- Folder 5
- Gwinko
- Asuka Hinoi
- Eriko Imai
- Meisa Kuroki
- Olivia Lufkin
- Anna Makino
- Hikari Mitsushima
- MAX
- Misono
- Daichi Miura
- Hiroko Shimabukuro
- Speed
- Super Monkey’s
- Takako Uehara
- Yu Yamada